# مولدای
مولدای (به ترکی آذربایجانی: Molday) یک منطقه مسکونی در جمهوری آذربایجان است که در شهرستان ساعتلی واقع شده است.